# Pseudonymisation
La pseudonymisation est un traitement de données à caractère personnel de manière qu'on ne puisse pas attribuer les données à une personne physique sans avoir recours à des informations supplémentaires. 
Le processus de pseudonymisation est moins fort que le processus d'anonymisation qui vise à empêcher totalement et de manière irréversible la possibilité d'identifier une personne.
En France, à la suite de la loi pour une République numérique du 7 octobre 2016, le rapport Cadiet préconise de pseudonymiser les décisions de justice pour les diffuser en open data.